# Шампињел ан Басињи
Шампињел ан Басињи (фр. Champigneulles-en-Bassigny) насеље је и општина у североисточној Француској у региону Шампањ-Арден, у департману Горња Марна која припада префектури Шомон.
По подацима из 2011. године у општини је живело 57 становника, а густина насељености је износила 8,36 становника/km². Општина се простире на површини од 6,82 km². Налази се на средњој надморској висини од 350 метара.

## Демографија
| 1962. | 1968. | 1975. | 1982. | 1990. | 1999. | 2011. |
| ----- | ----- | ----- | ----- | ----- | ----- | ----- |
| 94    | 100   | 93    | 77    | 76    | 58    | 57    |

График промене броја становника у току последњих година